# NGC 3790
NGC 3790 ist eine linsenförmige Galaxie mit aktivem Galaxienkern vom Hubble-Typ S0/a im Sternbild Löwe nördlich der Ekliptik. Sie ist schätzungsweise 150 Millionen Lichtjahre von der Milchstraße entfernt und hat einen Durchmesser von etwa 50.000 Lj.
Im selben Himmelsareal befinden sich u. a. die Galaxien NGC 3801, NGC 3802, NGC 3803, NGC 3806.
Das Objekt wurde am 17. April 1784 vom deutsch-britischen Astronomen Wilhelm Herschel entdeckt.